# Österbottniska fornforskningssällskapet
Österbottniska fornforskningssällskapet grundades i Malax år 1984. Dess uppgift är att främja den arkeologiska forskningen i Svenska Österbotten. De viktigaste målsättningarna är att upprätta ett arkeologiskt forskningsbibliotek, utge arkeologisk litteratur, verka för att samlingar av fornföremål upprättas och vårdas samt att grunda en arkeologisk forskningsinstitution inom landskapet.
Sällskapet utger två skriftserier, Studia Archaeologica Ostrobothniensia (sedan 1985) och Acta Antiqua Ostrobotniensia (sedan 1988). I sistnämnda serie utkom 2005 (del VI) verket Fornminnen i Österbotten.